# Roselord Borgella
Roselord Borgella (født 1. april 1993) er en kvindelig haitiansk fodboldspiller, der spiller angreb for franske Dijon i Division 1 Féminine og Haitis kvindefodboldlandshold. Hun har optrådt i både amerikansk, sydkoreansk, chilensk, israelsk og fransk fodbold.
Hun blev i juni 2023 udtaget til den officielle trup frem mod VM i fodbold 2023 i Australien/New Zealand for Haitis landshold.